# Hačinčajsko jezero
Hačinčajsko jezero (armenski: Խաչեն ջրամբար, azerski: Xaçınçay su anbarı, ruski: Хачинчайское водохранилище) je umjetno jezero u Azerbajdžanu,. Nalazi se na rijeci Hačinčaj. 
Kapacitet ovog jezera iznosi 2,5 milijuna m3.